# Мортен Ольсен
Мо́ртен Пер О́льсен (дан. Morten Per Olsen; нар. 14 серпня 1949, Вордінгборг, Данія) — колишній данський футболіст і тренер. З 2000 по 2015 рік був головним тренером збірної Данії.

## Гравець
У вісім років почав грати в команді з рідного міста — «Вордінгборг». У двадцять — перейшов у клуб Б-1921. У вересні 1970 року дебютував у молодіжній збірній Данії, де в першій же грі забив гол у ворота команди Польщі (гра завершилася з рахунком 2:2). Через три тижні його викликали до складу національної збірної, дебютував у товариському матчі з Норвегією.
У 1972 році Мортен Ольсен вирішив стати професіональним футболістом і переїхав до Бельгії. Спочатку грав за клуб «Серкль Брюгге», котрий вийшов у вищий бельгійський дивізіон за рік до появи данця. У перший рік Ольсена в команді, «Серкль» закінчив сезон на 4-му місці, а в наступні сезони перебував в середині турнірної таблиці. У 1976 році Ольсен перейшов до «Моленбека», чемпіона Бельгії минулого року. За «Моленбек» Ольсен грав до 1980 року, за цей період найвищим досягненням команди стало 3-е місце в чемпіонаті країни.
У 1980 році Ольсен перейшов в «Андерлехт» і в перший же рік виграв з клубом чемпіонат Бельгії, а лінія оборони, де одну з головних ролей грав Ольсен, стала найкращою в лізі, пропустивши лише 25 голів в 34 матчах. За «Андерлехт» Ольсен грав 6 років і виграв з клубом 3 чемпіонати Бельгії. У 1983 році Ольсен, разом з клубом, виграв Кубок УЄФА; вдома здобули мінімальну перемогу над «Бенфікою», а в Португалії зіграли внічию. Після чого його на батьківщині назвали найкращим футболістом року. Через рік «Андерлехт» знову дійшов до фіналу Кубка УЄФА, але цього разу сильнішим був суперник, лондонський «Тоттенгем».
Під час гри в Бельгії, Ольсен виступав за збірну Данії. У 1981 році він став 7-м данцем, що зіграв за збірну 50 ігор. У квітні 1983 року Ольсен став капітаном збірної Данії, а через рік брав участь на чемпіонаті Європи, першому, з 1964 року, великому міжнародному футбольному турнірі, в якому Данія брала участь. 1986 року виступав на чемпіонаті світу, де Данія вийшла з групи. У віці 36 років, після закінчення чемпіонату світу, Ольсен вирішив завершити кар'єру в збірній, проте незабаром повернувся до національної команди.
Останні два сезони ігрової кар'єри провів у німецькому «Кельні», котрий у цей час займав друге і третє місця у бундеслізі. У квітні 1989 року Мортен Ольсен став першим гравцем збірної Данії, який провів у її складі 100 матчів, а в червні того ж року, у віці 39 років, завершив кар'єру футболіста.

## Тренер
Свою тренерську кар'єру розпочав у січні 1990 року. Клуб «Брондбю» він привів до двох поспіль чемпіонських титулів, а також до півфіналу Кубка УЄФА в 1991 році. Однак попри ці успіхи Ольсен був звільнений в травні 1992 року, в основному, через конфлікт з нігерійським футболістом Уче Окечукву. Невдовзі очолив німецький «Кельн», який врятував від вильоту з Бундесліги, провівши з командою в сезоні менш як 10 матчів. У Німеччині закінчив Футбольну академію Лехрера Лісенза, став дипломованим тренером. Через рік Ольсен знову врятував клуб від пониження у класі, але в середині сезону 1993-1994 покинув команду, через небажання ради директорів підсилити склад новими футболістами.
Через два роки очолив амстердамський «Аякс». Завдяки Ольсенові до «Аяксу» перейшов капітан збірної Данії Мікаель Лаудруп. У першому сезоні столичний клуб зробив дубль, вигравши чемпіонат і кубок країни, але вже в другому сезоні данець посварився з лідерами клубу, братами Франком і Рональдом де Бурами, а керівництво команди стало на сторону гравців.
У липні 2000 року Ольсен прийняв своє керівництво збірну Данії. Першим рішенням тренера стало запрошення на пост свого помічника Мікаеля Лаудрупа. Ольсен зміг кваліфікувати збірну на чемпіонат світу 2002, але команда вилетіла після першого етапу плей-офф, хоча на стадії групового турніру обійшла чемпіонів світу - французів. Після закінчення турніру Ольсен підписав новий 4-х річний контракт, і вибрав нового помічника, Керта Бордінггорта, натомість Лаудрупа, який пішов тренувати самостійно.
У 2004 році його команда грала у першій стадії плей-оф чемпіонату Європи, в листопаді 2005 року Ольсен знову перепідписав контракт зі збірною до 2010 року, хоча мав пропозиції від кількох клубів, а Данія, до того моменту, вже втратила шанси на вихід у фінальну частину чемпіонат світу. 28 березня 2008 року Ольсен сказав, що у 2010 році хотів би бачити Мікаеля Лаудрупа своїм наступником у збірній, а самому очолити який-небудь клуб. Данія, під керівництвом Ольсена, вийшла до фінальної частини чемпіонату світу 2010, зайнявши у своїй групі перше місце, попереду сильної команди Португалії.

## Досягнення

### Гравець
- Чемпіон Бельгії: 1981, 1985, 1986.
- Володар Кубка УЄФА: 1983.
- Данський футболіст року: 1983, 1986.

### Тренер
- Чемпіон Данії: 1990, 1991.
- Чемпіон Нідерландів: 1998.
- Володар кубка Нідерландів: 1998.

## Статистика
Статистика клубних виступів:
| Турнір              | Б-1901 | Б-1901 | «Серкль» | «Серкль» | «Моленбек» | «Моленбек» | «Андерлехт» | «Андерлехт» | «Кельн» | «Кельн» | Всього | Всього |
| Турнір              | І      | Г      | І        | Г        | І          | Г          | І           | Г           | І       | Г       | І      | Г      |
| ------------------- | ------ | ------ | -------- | -------- | ---------- | ---------- | ----------- | ----------- | ------- | ------- | ------ | ------ |
| Кубок чемпіонів     | —      | —      | —        | —        | —          | —          | 8           | 0           | —       | —       | 8      | 0      |
| Кубок УЄФА          | 1      | 1      | —        | —        | 14         | 1          | 29          | 2           | —       | —       | 44     | 4      |
| Чемпіонат Данії     | 40     | 2      | —        | —        | —          | —          | —           | —           | —       | —       | 40     | 2      |
| Чемпіонат Бельгії   | —      | —      | 132      | 8        | 106        | 4          | 173         | 2           | —       | —       | 411    | 14     |
| Чемпіонат Німеччини | —      | —      | —        | —        | —          | —          | —           | —           | 80      | 2       | 80     | 2      |
| Кубок Німеччини     | —      | —      | —        | —        | —          | —          | —           | —           | 5       | 0       | 5      | 0      |
| Всього              | 41     | 3      | 132      | 8        | 120        | 5          | 210         | 4           | 85      | 2       | 588    | 22     |

У збірній:
| Команда | Сезон  | Ігри | Голи |
| ------- | ------ | ---- | ---- |
| Данія   | 1970   | 3    | 0    |
| Данія   | 1971   | 9    | 2    |
| Данія   | 1972   | 5    | 0    |
| Данія   | 1973   | 1    | 0    |
| Данія   | 1974   | 6    | 0    |
| Данія   | 1975   | 2    | 0    |
| Данія   | 1976   | 4    | 0    |
| Данія   | 1977   | 2    | 0    |
| Данія   | 1978   | 3    | 0    |
| Данія   | 1979   | 6    | 0    |
| Данія   | 1980   | 5    | 0    |
| Данія   | 1981   | 5    | 0    |
| Данія   | 1982   | 2    | 0    |
| Данія   | 1983   | 6    | 0    |
| Данія   | 1984   | 10   | 0    |
| Данія   | 1985   | 7    | 0    |
| Данія   | 1986   | 11   | 0    |
| Данія   | 1987   | 5    | 0    |
| Данія   | 1988   | 7    | 1    |
| Данія   | 1989   | 3    | 1    |
| Всього  | Всього | 102  | 4    |

Забиті м'ячі у складі національної збірної:
| # | Дата           | Місце      | Суперник         | Рахунок | Остаточний рахунок | Воротар           |
| - | -------------- | ---------- | ---------------- | ------- | ------------------ | ----------------- |
| 1 | 5 травня 1971  | Копенгаген | Швейцарія        | 2–0     | 4–0                |                   |
| 2 | 1 серпня 1971  | Ольборг    | Англія (аматори) | 2–1     | 3–2                | Іан Вольстенгольм |
| 3 | 5 червня 1988  | Оденсе     | Бельгія          | 1–1     | 3–1                | Мішель Прюдомм    |
| 4 | 18 червня 1989 | Копенгаген | Бразилія         | 1–0     | 4–0                | Акасіо Баррето    |

Тренерська статистика:
| «Брондбю» | січень 1990    | травень 1992      | 97  | 49  | 32  | 16  |           |
| «Кельн»   | 28 квітня 1993 | 26 серпня 1995    | 86  | 33  | 22  | 31  |           |
| «Аякс»    | 1 липня 1997   | 12 грудня 1998    | 72  | 49  | 10  | 13  |           |
| Данія     | 1 липня 2000   | 17 листопада 2015 | 166 | 80  | 42  | 44  | 258 - 178 |
| Всього    | Всього         | Всього            | 421 | 211 | 106 | 104 |           |